# بيرسونياوية
البيرسونياوية (الاسم العلمي: Persoonieae) هي قبيلة من النباتات تتبع الفصيلة البروطية من رتبة البروطيات.

## أجناس البيرسونياوية
أوردت نشرة النباتات البرية في أستراليا أون لاين تقارير تفيد بأن هذه القبيلة تتكون من 4 أجناس و99 نوعا تنتشر في أستراليا ونيوزيلندا وكاليدونيا الجديدة:
- البيرسونية
- Acidonia
- Garnieria
- Toronia